# Phare de Grand Traverse
Le phare de Grand Traverse (en anglais : Grand Traverse Lighthouse), est un phare du lac Michigan, situé à l'extrémité de la péninsule de Leelanau qui sépare le lac de la baie de Grand Traverse, dans le Comté de Leelanau, Michigan. Il est situé à l'intérieur du Leelanau State Park (en) à 13 km au nord de Northport
Ce phare est inscrit au Registre national des lieux historiques depuis le 19 juillet 1984 sous le no 84001799.

## Historique
Le premier phare, qui n'existe plus, a été commandé par le président Millard Fillmore en juillet 1850. Une tour en brique avec des quartiers de gardien séparés a été construite sur un site à l'est de l'actuel phare dans le terrain de camping du parc d'État. Cette première maison et cette tour ont été jugées inadéquates et rasées en 1858 lorsque le phare actuel a été construit.
La lentille de Fresnel du quatrième ordre du phare d'Alpena est exposée dans la maison du gardien du phare.
Aujourd'hui, on peut visiter le phare restauré, de mai à octobrequi ressemble à la maison d'un gardien des années 1920/1930. Des expositions sur les phares de la région, les cornes de brume, les épaves de navires et l'histoire locale se trouvent dans le bâtiment du phare et du bâtiment de signal de brume. La corne de brume du diaphone à air restauré est exposée tout au long de l'année, et les visiteurs peuvent grimper sur la tour pour admirer le lac Michigan.

## Description
Le phare actuel est une tour en acier à claire-voie, de 12,5 m de haut situé sur le côté nord du phare. Il émet, à une hauteur focale de 15 m, un flash blanc par période de 6 secondes.
Identifiant : ARLHS : USA-554 ; USCG : 7-18110.

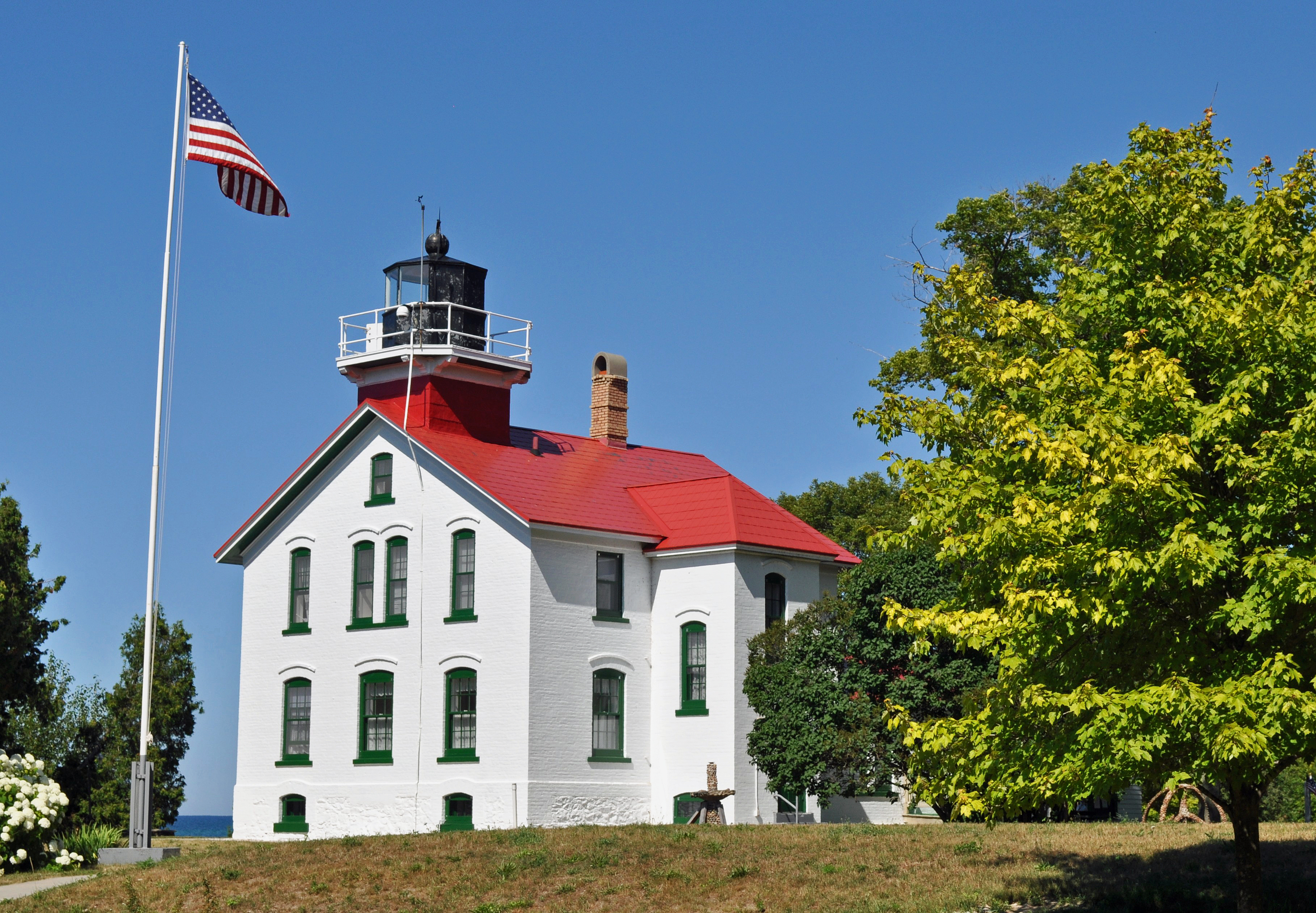
Le phare
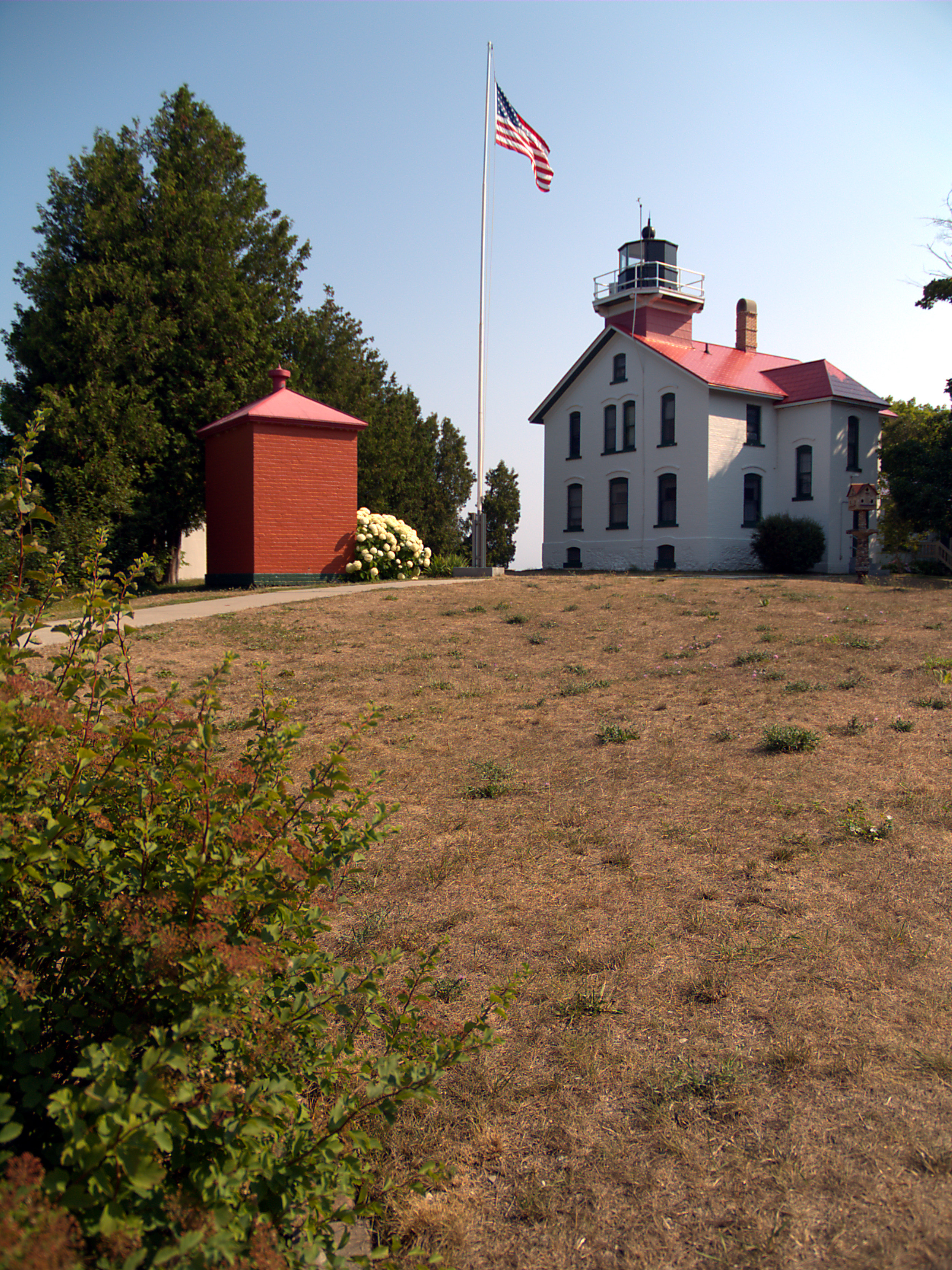
Le phare et le bâtiment de signal de brouillard

### Lien connexe
- Liste des phares au Michigan